# 순서체
수학에서 순서체(順序體, 영어: ordered field)는 전순서가 주어진 체이다.

## 정의
순서체 공리계는 두 가지 방법으로 정의할 수 있으며, 이 두 가지는 서로 동치이다.
첫 번째 정의는 다음과 같다. 체 {\displaystyle (F,+,*)}와 전순서 {\displaystyle \leq }는 다음의 두 조건을 만족할 경우 순서체이다.
1. {\displaystyle a\leq b}이면 {\displaystyle a+c\leq b+c}이다.
2. {\displaystyle 0\leq a,b}이면 {\displaystyle 0\leq ab}이다.

두 번째 정의는 양의 부분집합을 정의하는 방법이다. 집합 {\displaystyle P\subset F}가 존재하여 다음의 세 조건을 만족한다.
1. {\displaystyle a,b\in P}이면 {\displaystyle ab\in P} 그리고  {\displaystyle a+b\in P}이다.
2. {\displaystyle a\in F}인 모든 원소에 대해 {\displaystyle a^{2}\in P}이다.
3. {\displaystyle -1\not \in P}이다.

이때 {\displaystyle P}는 {\displaystyle F}의 양수뿔(영어: positive cone)이라고 부른다. 이때 전순서 {\displaystyle \leq }를 다음과 같이 정의한다.
{\displaystyle a\leq b\iff b-a\in P}

## 성질
- {\displaystyle x\leq y,y\leq z}이면 {\displaystyle x\leq z}이다.
- {\displaystyle x\leq y,z>0}이면 {\displaystyle xz\leq yz}이다.
- 모든 수 {\displaystyle a}는 {\displaystyle -a\leq 0\leq a}이거나 {\displaystyle a\leq 0\leq -a}이다.
- 순서체의 부분체는 역시 순서체이다.
- 가장 작은 순서체는 유리수체와 동형이며, 아르키메데스 성질을 가진다.

## 예
유리수 · 실수 · 대수적 수 · 계산 가능한 수 · 초실수는 모두 순서체를 이룬다. 초현실수의 모임은 (집합론적 크기 문제를 무시하면) 순서체를 이룬다.
실계수 유리 함수체는 다음과 같은 방식으로 순서체를 만들 수 있다.
- {\displaystyle x>c}, 여기에서 {\displaystyle c}는 모든 실수 상수이다.
- {\displaystyle p(x)=p_{0}x^{n}+\cdots }, {\displaystyle q(x)=q_{0}x^{m}+\cdots }일 때 {\displaystyle {\frac {p(x)}{q(x)}}>0\iff {\frac {p_{0}}{q_{0}}}>0}.

이렇게 구성되는 순서체는 아르키메데스 성질이 없다.
반면, 유한체와 p진수체는 순서체를 이룰 수 없다.